# Distretto di Bou Ismaïl
Il distretto di Bou Ismaïl è un distretto della provincia di Tipasa, in Algeria.

## Comuni
Il distretto di Bou Ismaïl comprende 4 comuni:
- Aïn Tagourait
- Bouharoun
- Bou Ismaïl
- Khemisti